# ESPN Classic UK
Pour les articles homonymes, voir ESPN Classic, ESPN Classic Sport et ESPN Classic (Canada).
ESPN Classic était une chaîne de télévision sportive britannique de langue anglaise appartenant au groupe américain ESPN. Cette chaîne diffuse diverses archives du monde du sport notamment des talk-show, des documentaires et des films. Elle est l'équivalent britannique de la chaîne américaine ESPN Classic.

## Histoire
La chaîne a été lancée pour la première fois en France en mars 2002, puis en Italie en juillet 2002 et dans toute l'Europe en décembre 2003. Le 13 mars 2006, ESPN Classic a été lancé sur la chaîne Sky 442 au Royaume-Uni et en Irlande, ce qui en fait la première chaîne au Royaume-Uni sous la marque ESPN.